# Obszar ochrony ścisłej Trzcielińskie Bagno
Trzcielińskie Bagno – obszar ochrony ścisłej leżący w granicach Wielkopolskiego Parku Narodowego w dolinie rzeki Samicy (z Jeziorem Trzcielińskim), 4 km na północny zachód od Stęszewa, 5 km na południowy zachód od Konarzewa. Obejmuje powierzchnię 38,29 ha.

## Przyroda
Utworzony w 1959 r. jako rezerwat przyrody (ptasi) dla ochrony środowiska lęgowego wielu gatunków ptactwa wodnego i błotnego. Na podstawie rozporządzenia Rady Ministrów z dnia 22 października 1996 r. (publ. Dz.U. z 1996 r. nr 130, poz. 613) nastąpiła zmiana granic Wielkopolskiego Parku Narodowego. Trzcielińskie Bagno od tej pory jest obszarem ochrony ścisłej znajdującym się w granicach Wielkopolskiego PN (art. 20 ust. 3 pkt 3 ustawy o ochronie przyrody). Rozlewiska rzeki o zmiennym zasięgu związanym z wahaniami poziomu wody otoczone są gąszczem trzcin i oczeretów, zaroślami wierzbowymi i fragmentami łęgu olszowego, a ptaki znalazły tu sprzyjające warunki bytowania. Bagno stanowi pozostałość dawnego jeziora zasilanego wodami Samicy Stęszewskiej płynącymi od strony jeziora Tomickiego. Otwarte lustro wody pozostało jedynie w centrum bagna, a jego powierzchnia corocznie się zmniejsza i w 2020 wynosiła około 4,5 hektara.

## Flora
Z roślin występują tu m.in. rogatek sztywny, osoka aloesowata, grążel żółty, grzybień biały, jezierza morska i zamętnica błotna. Przy granicy obszaru rośnie w łanach pełnik europejski, a także pojedynczo goździk pyszny i różne gatunki storczyków, np. kruszczyk błotny.

## Fauna
Na szczególną uwagę zasługuje duża kolonia mew śmieszek. Na terenie obszaru odbywają lęgi takie ptaki, jak: bąk, bączek, żuraw, gęś gęgawa, błotniak stawowy, wodnik i liczne gatunki kaczek. Na łowy przybywają tu kania ruda, bielik i puszczyk. Z innych obserwowanych na tym terenie ptaków stwierdzono takie jak: kania czarna, myszołów, jastrząb, krogulec, żuraw, czapla siwa, czapla biała, kormoran, kszyk, samotnik, tęczak, brodziec piskliwy, sieweczka rzeczna, łabędzie (czarnodzioby, krzykliwy, niemy), gęsi (białoczelna, tundrowa, zbożowa), cyraneczka, krzyżówka, krakwa, różeniec, głowienka, perkozy, podróżniczek, zimorodek, trzciniak, wąsatka, potrzos, brzęczka, pliszka siwa, rokitniczka, trzcinniczek i remiz. 

## Turystyka
W sąsiedztwie przebiega niebieski znakowany szlak pieszy  Iłowiec – Otusz.

## Galeria

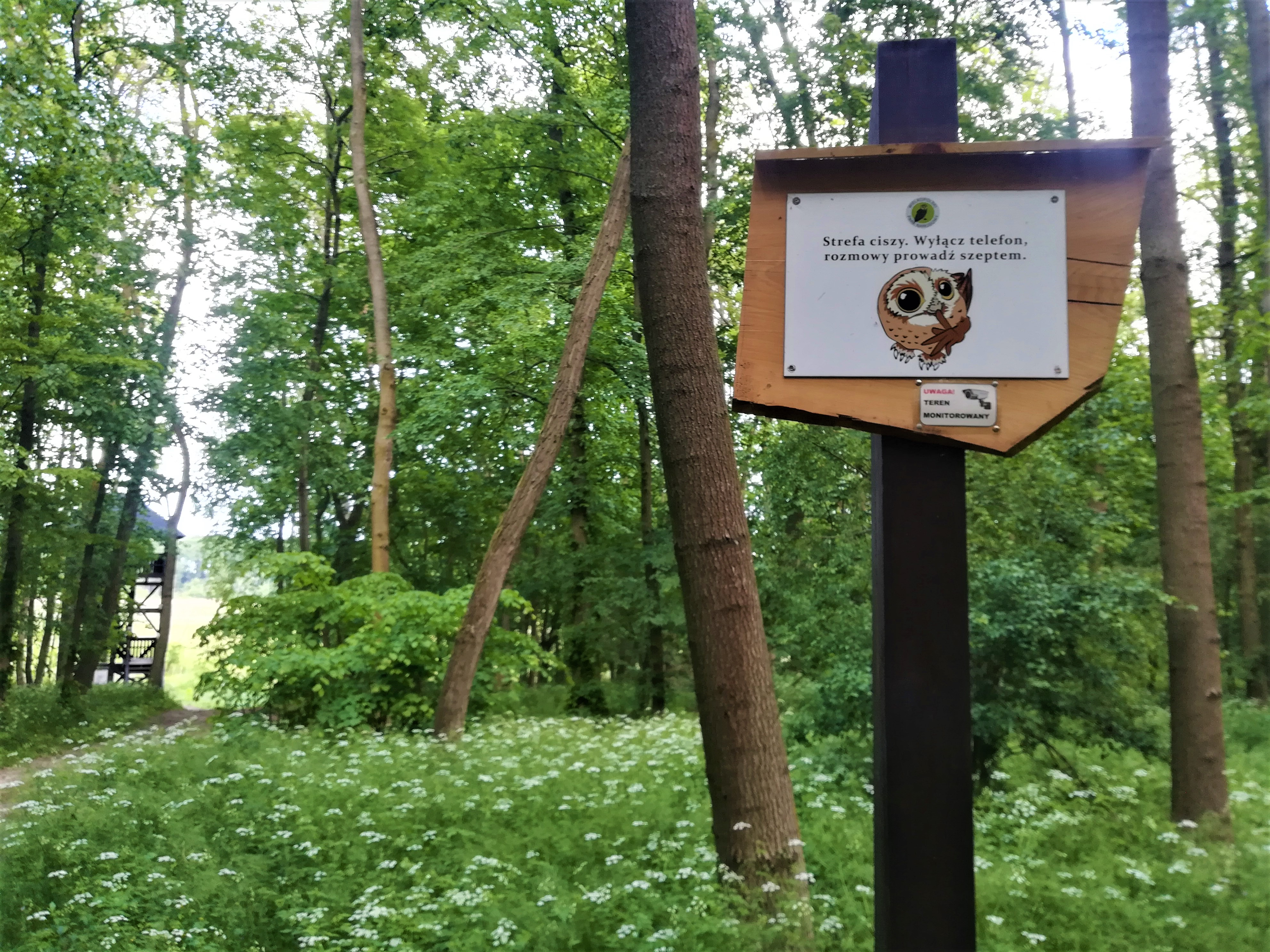
Droga dojściowa
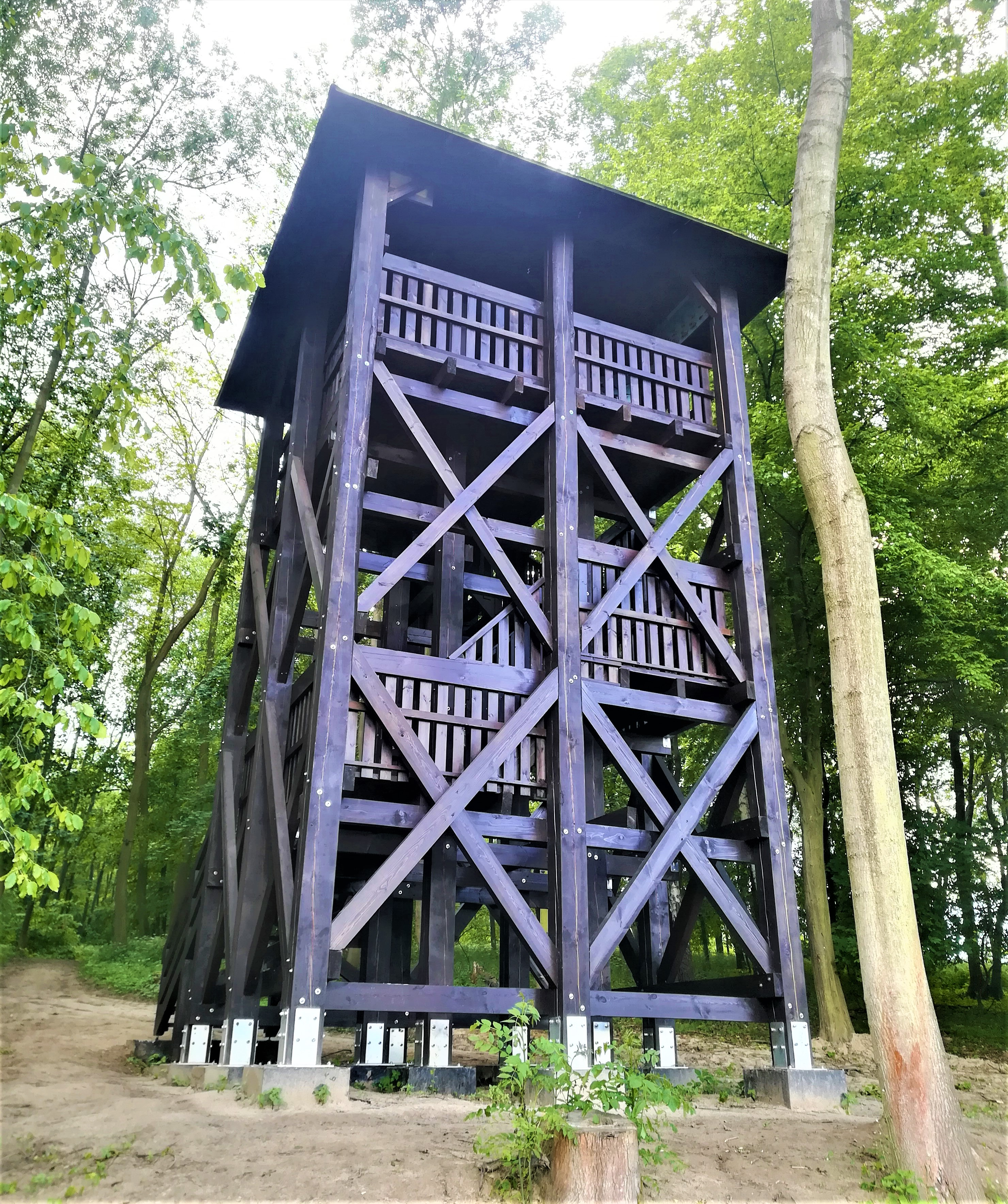
Wieża obserwacyjna